# Delimir Rešicki
Delimir Rešicki (Osijek, 16. ožujka 1960.), hrvatski književnik, kroatist i novinar. 

## Životopis
Osnovnu školu pohađao je u Branjinom Vrhu i Belom Manastiru, u kome je potom završio gimnaziju. Diplomirao je kroatistiku na Pedagoškom fakultetu u Osijeku. Bio je urednik kulture u dnevnim novinama Glas Slavonije. Živi u Osijeku.

## Književni rad
Piše pjesme, prozu, eseje, kritike, prikaze. Prevođen je na bugarski, engleski, francuski, mađarski, makedonski, nizozemski, njemački, poljski, ruski, slovenski, španjolski, talijanski. Pjesničkim, proznim i esejističkim tekstovima zastupljen u brojnim antologijama, pregledima i panoramama suvremene hrvatske književnosti. Uređivao je časopise Heroina nova i Književna revija.
Sudjelovao je na CD-projektima "Matria Europa" nizozemskih umjetnika Sluika & Kurpershoeka (Kunst Ruimte, Amsterdam, 1996) i "soundtrack. psi" Ivana Faktora (Osijek, 2001).
U pjesništvu su vidljivi utjecaji Šimića, Vidrića, Šopa i Pupačića.

## Nagrade i priznanja
Nagrađivan je brojnim nagradama:
- Sedam sekretara SKOJ-a (1987. za knjigu "Sretne ulice"),
- Duhovno hrašće za knjigu godine (1997. za "Knjigu o anđelima"),
- Povelja uspješnosti Julije Benešić (1999. za knjigu "Bližnji"),
- Kiklop na manifestaciji Sa(n)jam knjige u Puli (2005., u kategoriji pjesničke zbirke godine za knjigu "Aritmija"),
- Nagrada Hubert Burda (2008.), njemačka nagrada koja se dodjeljuje za poeziju iz Istočne Europe,[2]
- Goranov vijenac (2011.),[3]
- Nagrada Sv. Kvirin za ukupan doprinos hrvatskom pjesništvu na 19. Kvirinovim poetskim susretima (2015.),[4]
- Godišnja nagrada "Vladimir Nazor" za književnost: 2005. godine za zbirku poezije "Aritmija"[5] te 2015. godine za zbirku poezije "Lovci u snijegu".[6]

## Vanjske poveznice
- Stilistika.org